# Ahmed Yasser
Ahmed Yasser Elmohamady Abd Elrahman (ur. 17 maja 1994 w Dosze) – katarski piłkarz występujący na pozycji obrońcy w Cultural Leonesa.